# My Blue Heaven (sång)

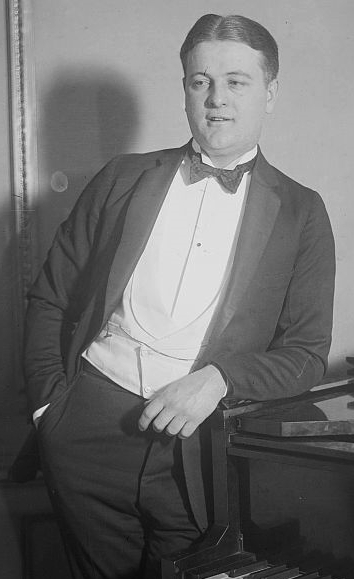
Gene Austin, okänt datum

My Blue Heaven är en amerikansk jazzstandard med musik av Walter Donaldson (1893-1947) och text av George A. Whiting (1884-1943). Den publicerades 1927, den första skivan släpptes den 9 september samma år med Paul Whiteman, och en inspelning, utgiven i december 1927, blev året därpå en stor hit för croonern Gene Austin och den såldes i över fem miljoner exemplar.

## Inspelningar (i urval)
- Willy Mattes, piano och hans solister spelade låten in i Stockholm 6 juli 1943. Den utgavs på 78-varvaren Telefunken A-5353 I Sverige och Telefunken T-8509 i Norge. A-sidan var Here You Are (Ralph Rainger).
- Fats Domino, 1956. En av de stora rock'n roll hitsen på 50/60-talet.

## Utmärkelser
Gene Austins version valdes in i Grammy Hall of Fame 1978.